# Circacris
Circacris is een geslacht van rechtvleugeligen uit de familie Tristiridae. De wetenschappelijke naam van dit geslacht is voor het eerst geldig gepubliceerd in 1989 door Ronderos & Cigliano.

## Soorten
Het geslacht Circacris  is monotypisch en omvat slechts de volgende soort:
- Circacris auris (Ronderos & Cigliano, 1989)